# 窪田政春
窪田 政春（くぼた まさはる、元禄13年〈1700年〉 ‐ 没年不明）とは、江戸時代の浮世絵師。

## 来歴
窪俊満の祖父。『浅草寺志』巻三によれば享保10年（1725年）11月、浅草寺の境内にあった熊谷稲荷社に政春の描いた額を奉納しており、額には澤村宗十郎の巴御前が描かれていた。その後安永3年（1774年）5月、当時18歳だった孫の春満（俊満）にこの額の彩色を補わせたとある。この時「行年七十五叟窪田政春」と記していることから、逆算すると元禄13年の生まれとなる。この熊谷稲荷に奉納した額は明治になって失われたという。